# Bärenmark

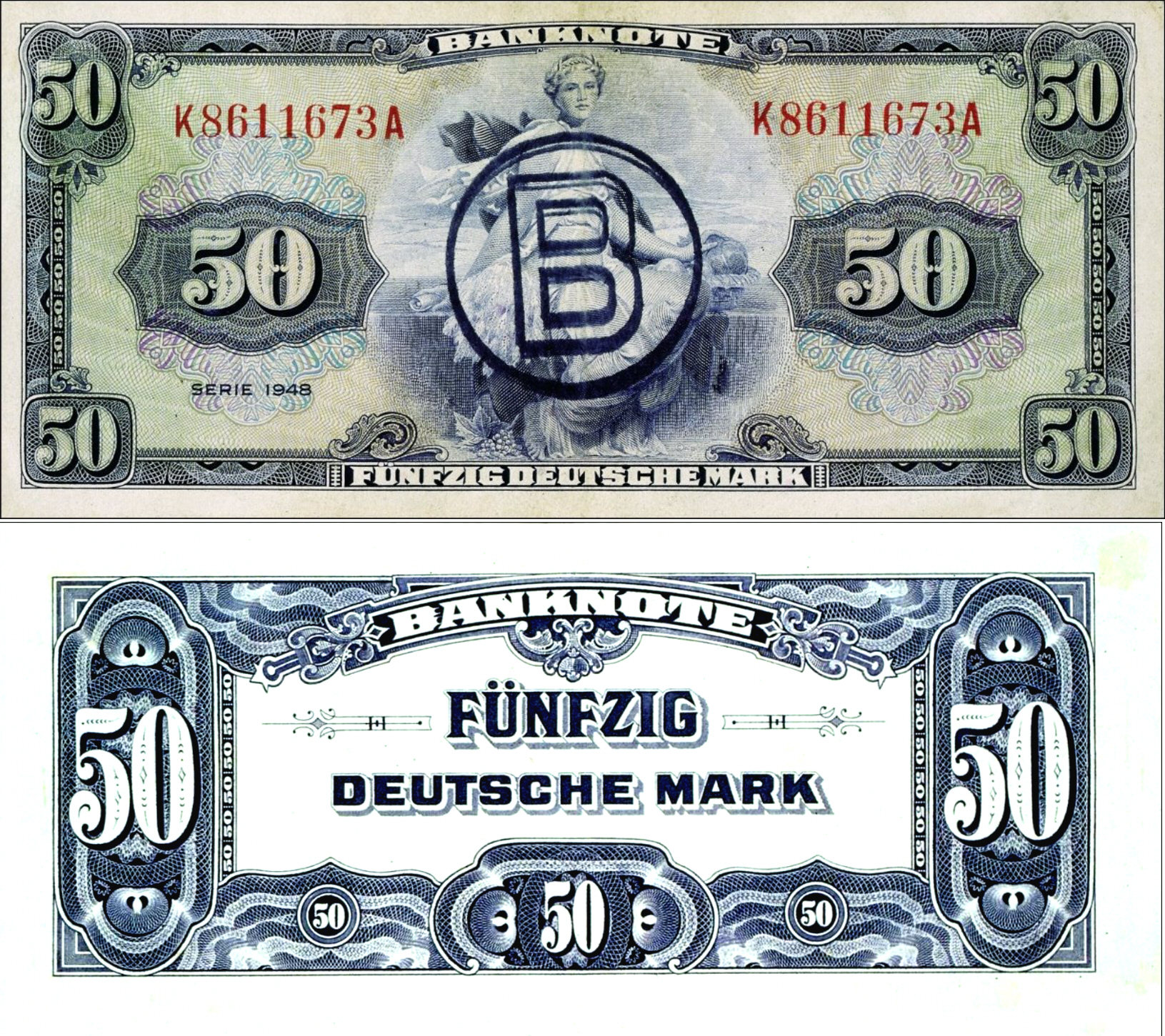
50 DM mit "B"-Stempel (Bärenmark)

Die Bärenmark war eine im Zuge der Währungsreformen in der Nachkriegszeit diskutierte eigene Währung für alle Sektoren von Berlin.

## Hintergrund
Aufgrund des Wertverlusts der Reichsmark planten die ehemaligen Alliierten ihre Ablösung durch eine neue Währung. Grundsätzlich existierte der Wunsch, für ganz Deutschland, das damals in eine US-amerikanische, eine britische, eine französische und eine sowjetische Besatzungszone geteilt war, eine einheitliche Währung zu schaffen. Ab Frühjahr 1947 verschlechterten sich jedoch im Zuge des beginnenden Kalten Krieges die Beziehungen zwischen den USA, dem Vereinigten Königreich und Frankreich einerseits und der Sowjetunion andererseits, sodass ab dem 20. März 1948 der Alliierte Kontrollrat, der grundsätzlich die oberste Besatzungsbehörde für ganz Deutschland darstellte, seine Arbeit faktisch einstellte. Schon zuvor hatten sowohl die Westalliierten als auch die Sowjetunion mit Planungen zur Einführung einer separaten Währung für ihre Besatzungszonen begonnen. Ein Problem stellte jedoch die ehemalige Reichshauptstadt Berlin dar, die zwar von der Sowjetischen Besatzungszone (SBZ) umschlossen war, jedoch von den vier Mächten gemeinsam verwaltet wurde.

## Das Konzept der „Bärenmark“
Edward A. Tenenbaum wurde als Special Assistant to the Finance Advisor im Stab des Militärgouverneurs der amerikanischen Besatzungszone Lucius D. Clay bereits 1947 mit der Erarbeitung eines Konzepts für Berlin im Falle einer Währungsreform in den Westzonen beauftragt; als mögliche Lösungen sah er hierbei eine Teilnahme ganz Berlins an einer Währungsreform in der SBZ, eine separate Währung für die Westsektoren oder eine eigene Währung für Gesamtberlin, die sogenannte „Bärenmark“, benannt nach dem Berliner Bär. Eine Teilnahme West-Berlins an einer Währungsreform in den Westzonen hielt Tenenbaum keinesfalls für wünschenswert. Da er in einer Teilnahme auch der Westsektoren an einer Währungsreform in der SBZ letztlich die Preisgabe der westlichen Präsenz in Berlin sah und er eine wirtschaftliche Spaltung Berlins für nicht wünschenswert hielt, hielt er die Bärenmark für das beste Konzept; ihre Einführung wäre freilich nur in Übereinkommen mit der Sowjetunion möglich. Unter gewissen Garantien hielt Tenenbaum aber auch eine Ausdehnung einer Ostwährung auf West-Berlin für vertretbar.
Auch das Verteidigungsministerium der Vereinigten Staaten hielt im April 1948 die eigene Währung für ganz Berlin für die beste Lösung des Dilemmas und forderte Clay auf, mit der Sowjetischen Militäradministration in Deutschland darüber zu verhandeln; bei Scheitern der Verhandlungen wurde jedoch, im Gegensatz zu Tenenbaum, die Einbeziehung West-Berlins in die Währung der Westzonen befürwortet.
Mitte Juni 1948 verständigten sich die Finanzberater der Westalliierten darauf, Berlin bei der für den 20. Juni 1948 geplanten Währungsreform zunächst nicht einzubeziehen, sondern die Schaffung der „Bärenmark“ anzustreben.
Auch die SPD Berlin, die wählerstärkste Partei Berlins, hielt im Januar 1948 im Falle separater Reformen im Westen und im Osten eine eigenständige Berliner Währung für die beste Lösung, Berlin als einheitliches Wirtschaftsgebiet zu erhalten, ohne es ganz der Sowjetunion zu überlassen. Die LDP und die CDU verhielten sich zunächst abwartend, während die SED in Person von Hermann Matern das Bärenmark-Konzept für „lächerlich und unmöglich“ hielt und vertrat, dass ganz Berlin die Ostwährung erhalten sollte.

## Scheitern
Am 20. Juni 1948 führten die Westalliierten in ihren Zonen die Währungsreform durch, indem die Deutsche Mark eingeführt wurde; in West-Berlin wurde die D-Mark zunächst nicht eingeführt. In der SBZ wurde ebenfalls ab Ende Juni 1948 eine neue Währung eingeführt; dabei sollte ganz Berlin die Ostmark erhalten. In Reaktion darauf wurde das Währungsgebiet der Westmark auch auf West-Berlin ausgedehnt, sodass bis März 1949 in den Berliner Westsektoren sowohl West- als auch Ostmark gültig waren.
Die Sowjetunion war in keiner Weise zur Einführung einer separaten Währung für ganz Berlin bereit, insbesondere weil damit Zugeständnisse in wirtschaftlichen und politischen Fragen verbunden gewesen wären und Ost-Berlin, das faktisch Teil der Ostzone war, von dieser abgekoppelt worden wäre.
Mit der Spaltung der Stadtverwaltung Ende 1948 war das Konzept der Bärenmark endgültig gescheitert. Auch unter wirtschaftlichen Gesichtspunkten wäre eine eigenständige Berliner Währung aufgrund des Leistungsbilanzdefizits Berlins gegenüber dem Rest Deutschlands problematisch gewesen.